# Torneo di Wimbledon 2025
Il Torneo di Wimbledon 2025 è stato la 138ª edizione dei Championships, torneo di tennis che si gioca sull'erba, terza prova stagionale dello Slam per il 2025. Si è tenuto tra il 30 giugno e il 13 luglio 2025 sui 19 campi in erba dell'All England Lawn Tennis and Croquet Club di Wimbledon, Londra, Inghilterra, comprendendo per la categoria Seniors i tornei di singolare maschile e femminile e di doppio maschile, femminile e misto; per la categoria Junior (under 18) gli stessi tornei ad esclusione del doppio misto; e i tornei di singolare e doppio in carrozzina. 
Carlos Alcaraz era il campione in carica del singolare maschile, mentre Barbora Krejčíková del singolare femminile, tornei che sono stati vinti rispettivamente da Jannik Sinner e Iga Świątek.

## Torneo

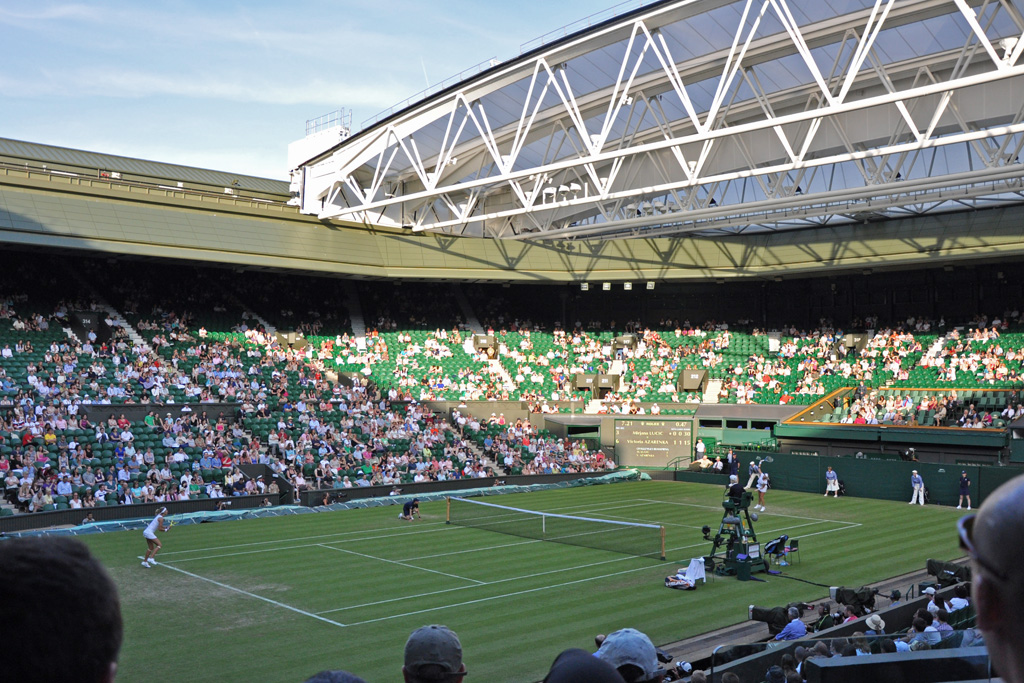
Il Centre Court dove vengono disputate le finali

Il torneo di Wimbledon 2025 si è disputato tra il 30 giugno e il 13 luglio 2025 sui campi dell'All England Lawn Tennis and Croquet Club di Wimbledon, quartiere della periferia sud-occidentale di Londra. Gli incontri di qualificazione ai tabelloni principali si sono disputati dal 23 al 26 giugno 2025 presso il Bank of England Sports Ground di Roehampton.
L'edizione 2025 è la 138ª nella storia del torneo, la 130ª con un'edizione del torneo singolare riservato alle donne, la 57ª della cosiddetta "Era Open" ed è il 3º torneo del "Grande Slam" dell'anno. L'evento è organizzato dalla International Tennis Federation (ITF) e fa parte sia dell'ATP Tour 2025 che del WTA Tour 2025 sotto la categoria Grande Slam.

## Teste di serie
Le teste di serie sono state determinate sulla base dei ranking ATP e WTA a far data dal 23 giugno 2025. Le classifiche e i punti precedenti al torneo si riferiscono al 30 giugno 2024.
| Legenda colori              |
| Vincitore                   |
| Finalista                   |
| Semifinalista               |
| Quarti di finale            |
| Eliminati al 1T, 2T, 3T, 4T |

### Singolare maschile
| Tds | Rank | Giocatore                   | Punteggio precedente | Punti da difendere | Punti conquistati | Nuovo punteggio | Situazione                                    |
| --- | ---- | --------------------------- | -------------------- | ------------------ | ----------------- | --------------- | --------------------------------------------- |
| 1   | 1    | Jannik Sinner               | 10.430               | 400                | 2.000             | 12.030          | Vittoria in Finale contro Carlos Alcaraz [2]  |
| 2   | 2    | Carlos Alcaraz              | 9.300                | 2.000              | 1.300             | 8.600           | Sconfitto in Finale da Jannik Sinner [1]      |
| 3   | 3    | Alexander Zverev            | 6.500                | 200                | 10                | 6.310           | Eliminato al 1°T da Arthur Rinderknech        |
| 4   | 4    | Jack Draper                 | 4.650                | 50                 | 50                | 4.650           | Eliminato al 2°T da Marin Čilić               |
| 5   | 5    | Taylor Fritz                | 4.635                | 400                | 800               | 5.035           | Eliminato in SF da Carlos Alcaraz [2]         |
| 6   | 6    | Novak Djokovic              | 4.630                | 1.300              | 800               | 4.130           | Eliminato in SF da Jannik Sinner [1]          |
| 7   | 7    | Lorenzo Musetti             | 4.140                | 800                | 10                | 3.350           | Eliminato al 1°T da Nik'oloz Basilashvili [Q] |
| 8   | 8    | Holger Rune                 | 3.530                | 200                | 10                | 3.340           | Eliminato al 1°T da Nicolás Jarry [Q]         |
| 9   | 9    | Daniil Medvedev             | 3.420                | 800                | 10                | 2.630           | Eliminato al 1°T da Benjamin Bonzi            |
| 10  | 10   | Ben Shelton                 | 3.130                | 200                | 400               | 3.330           | Eliminato ai QF da Jannik Sinner [1]          |
| 11  | 11   | Alex de Minaur              | 3.085                | 400                | 200               | 2.885           | Eliminato al 4°T da Novak Djokovic [6]        |
| 12  | 12   | Frances Tiafoe              | 2.990                | 100                | 50                | 2.940           | Eliminato al 2°T da Cameron Norrie            |
| 13  | 13   | Tommy Paul                  | 2.970                | 400                | 50                | 2.620           | Eliminato al 2°T da Sebastian Ofner [PR]      |
| 14  | 14   | Andrey Rublev               | 2.920                | 10                 | 200               | 3.110           | Eliminato al 4°T da Carlos Alcaraz [2]        |
| 15  | 17   | Jakub Menšík                | 2.356                | 10                 | 100               | 2.446           | Eliminato al 3°T da Flavio Cobolli [22]       |
| 16  | 19   | Francisco Cerúndolo         | 2.285                | 10                 | 10                | 2.285           | Eliminato al 1°T da Nuno Borges               |
| 17  | 20   | Karen Khachanov             | 2.240                | 50                 | 400               | 2.590           | Eliminato ai QF da Taylor Fritz [5]           |
| 18  | 18   | Ugo Humbert                 | 2.285                | 200                | 10                | 2.095           | Eliminato al 1°T da Gaël Monfils              |
| 19  | 21   | Grigor Dimitrov             | 2.155                | 200                | 200               | 2.155           | Ritirato al 4°T contro Jannik Sinner [1]      |
| 20  | 22   | Alexei Popyrin              | 2.140                | 100                | 10                | 2.050           | Eliminato al 1°T da Arthur Fery [WC]          |
| 21  | 23   | Tomáš Macháč                | 2.110                | 50                 | 50                | 2.110           | Eliminato al 2°T da August Holmgren [Q]       |
| 22  | 24   | Flavio Cobolli              | 2.035                | 50                 | 400               | 2.385           | Eliminato ai QF da Novak Djokovic [6]         |
| 23  | 25   | Jiří Lehečka                | 1.965                | 0                  | 50                | 2.015           | Eliminato al 2°T da Mattia Bellucci           |
| 24  | 26   | Stefanos Tsitsipas          | 1.920                | 50                 | 10                | 1.880           | Ritirato al 1°T contro Valentin Royer [Q]     |
| 25  | 28   | Félix Auger-Aliassime       | 1.825                | 10                 | 50                | 1.865           | Eliminato al 2°T da Jan-Lennard Struff        |
| 26  | 27   | Alejandro Davidovich Fokina | 1.845                | 0                  | 100               | 1.945           | Eliminato al 3°T da Taylor Fritz [5]          |
| 27  | 30   | Denis Shapovalov            | 1.676                | 100                | 10                | 1.586           | Eliminato al 1°T da Mariano Navone            |
| 28  | 31   | Alexander Bublik            | 1.675                | 100                | 10                | 1.585           | Eliminato al 1°T da Jaume Munar               |
| 29  | 34   | Brandon Nakashima           | 1.650                | 100                | 100               | 1.650           | Eliminato al 3°T da Lorenzo Sonego            |
| 30  | 32   | Alex Michelsen              | 1.670                | 10                 | 10                | 1.670           | Eliminato al 1°T da Miomir Kecmanović         |
| 31  | 29   | Tallon Griekspoor           | 1.755                | 50                 | 10                | 1.715           | Eliminato al 1°T da Jenson Brooksby [PR]      |
| 32  | 35   | Matteo Berrettini           | 1.515                | 50                 | 10                | 1.475           | Eliminato al 1°T da Kamil Majchrzak           |
| N/A | 61   | Cameron Norrie              | 952                  | 100                | 400               | 1.252           | Eliminato ai QF da. Carlos Alcaraz [2]        |

#### Teste di serie ritirate
I seguenti giocatori sarebbero entrati in tabellone come teste di serie ma si sono ritirati prima del sorteggio.
| Rank | Giocatore       | Punteggio precedente | Punti da difendere 2024 | Nuovo punteggio | Motivo ritiro           |
| ---- | --------------- | -------------------- | ----------------------- | --------------- | ----------------------- |
| 15   | Casper Ruud     | 2.905                | 50                      | 2.855           | Infortunio al ginocchio |
| 16   | Arthur Fils     | 2.830                | 200                     | 2.630           | Infortunio alla schiena |
| 33   | Sebastian Korda | 1.655                | 10                      | 1.645           | Infortunio alla gamba   |

### Singolare femminile
| Tds | Rank | Giocatore                | Punteggio precedente | Punti da difendere | Punti conquistati | Nuovo punteggio | Situazione                                      |
| --- | ---- | ------------------------ | -------------------- | ------------------ | ----------------- | --------------- | ----------------------------------------------- |
| 1   | 1    | Aryna Sabalenka          | 11.640               | 0                  | 780               | 12.420          | Eliminata in SF da Amanda Anisimova [13]        |
| 2   | 2    | Coco Gauff               | 7.899                | 240                | 10                | 7.669           | Eliminata al 1°T da Dajana Jastrems'ka          |
| 3   | 3    | Jessica Pegula           | 6.483                | 70                 | 10                | 6.423           | Eliminata al 1°T da Elisabetta Cocciaretto      |
| 4   | 5    | Jasmine Paolini          | 4.806                | 1.300              | 70                | 3.576           | Eliminata al 2°T da Kamilla Rachimova           |
| 5   | 6    | Zheng Qinwen             | 4.803                | 10                 | 10                | 4.803           | Eliminata al 1°T da Kateřina Siniaková          |
| 6   | 8    | Madison Keys             | 4.484                | 240                | 130               | 4.374           | Eliminata al 3°T da Laura Siegemund             |
| 7   | 7    | Mirra Andreeva           | 4.743                | 10                 | 430               | 5.163           | Eliminata ai QF da Belinda Bencic               |
| 8   | 4    | Iga Świątek              | 4.943                | 130                | 2.000             | 6.813           | Vittoria in Finale contro Amanda Anisimova [13] |
| 9   | 9    | Paula Badosa             | 3.684                | 240                | 10                | 3.454           | Eliminata al 1°T da Katie Boulter               |
| 10  | 10   | Emma Navarro             | 3.610                | 430                | 240               | 3.420           | Eliminata al 4°T da Mirra Andreeva [7]          |
| 11  | 11   | Elena Rybakina           | 3.456                | 780                | 130               | 2.806           | Eliminata al 3°T da Clara Tauson [23]           |
| 12  | 15   | Diana Shnaider           | 2.776                | 130                | 70                | 2.716           | Eliminata al 2°T da Diane Parry                 |
| 13  | 12   | Amanda Anisimova         | 3.200                | 3                  | 1.300             | 4.497           | Sconfitta in Finale da Iga Świątek [8]          |
| 14  | 13   | Elina Svitolina          | 3.094                | 430                | 130               | 2.794           | Eliminata al 3°T da Elise Mertens [24]          |
| 15  | 14   | Karolína Muchová         | 2.881                | 10                 | 10                | 2.881           | Eliminata al 1°T da Wang Xinyu                  |
| 16  | 18   | Daria Kasatkina          | 2.361                | 130                | 130               | 2.361           | Eliminata al 3°T da Liudmila Samsonova [19]     |
| 17  | 16   | Barbora Krejčíková       | 2.724                | 2.000              | 130               | 854             | Eliminata al 3°T da Emma Navarro [10]           |
| 18  | 17   | Ekaterina Alexandrova    | 2.426                | 0                  | 240               | 2.666           | Eliminata al 4°T da Belinda Bencic              |
| 19  | 19   | Liudmila Samsonova       | 2.276                | 130                | 430               | 2.576           | Eliminata ai QF da Iga Świątek [8]              |
| 20  | 21   | Jeļena Ostapenko         | 2.170                | 430                | 10                | 1.750           | Eliminata al 1°T da Sonay Kartal                |
| 21  | 20   | Beatriz Haddad Maia      | 2.189                | 130                | 70                | 2.129           | Eliminata al 2°T da Dalma Gálfi                 |
| 22  | 25   | Donna Vekić              | 1.813                | 780                | 70                | 1.103           | Eliminata al 2°T da Cristina Bucșa              |
| 23  | 22   | Clara Tauson             | 2.062                | 10                 | 240               | 2.292           | Eliminata al 4°T da Iga Świątek [8]             |
| 24  | 23   | Elise Mertens            | 1.936                | 70                 | 240               | 2.106           | Eliminata al 4°T da Aryna Sabalenka [1]         |
| 25  | 24   | Magdalena Fręch          | 1.821                | 10                 | 10                | 1.821           | Eliminata al 1°T da Victoria Mboko [LL]         |
| 26  | 26   | Marta Kostyuk            | 1.736                | 130                | 10                | 1.616           | Eliminata al 1°T da Veronika Erjavec [Q]        |
| 27  | 29   | Magda Linette            | 1.594                | 10                 | 10                | 1.594           | Eliminata al 1°T da Elsa Jacquemot [Q]          |
| 28  | 28   | Sofia Kenin              | 1.618                | 10                 | 70                | 1.678           | Eliminata al 2°T da Jessica Bouzas Maneiro      |
| 29  | 38   | Leylah Fernandez         | 1.350                | 70                 | 70                | 1.350           | Eliminata al 2°T da Laura Siegemund             |
| 30  | 27   | Linda Nosková            | 1.697                | 70                 | 240               | 1.867           | Eliminata al 4°T da Amanda Anisimova [13]       |
| 31  | 31   | Ashlyn Krueger           | 1.484                | 10                 | 70                | 1.544           | Eliminata al 2°T da Anastasija Pavljučenkova    |
| 32  | 30   | McCartney Kessler        | 1.485                | 40                 | 10                | 1.455           | Eliminata al 1°T da Markéta Vondroušová         |
| N/A | 35   | Belinda Bencic           | 1.410                | 0                  | 780               | 2.190           | Eliminata in SF da Iga Świątek [8]              |
| N/A | 50   | Anastasija Pavljučenkova | 1.149                | 70                 | 430               | 1.509           | Eliminata ai QF da Amanda Anisimova [13]        |
| N/A | 104  | Laura Siegemund          | 704                  | 70                 | 430               | 1.064           | Eliminata ai QF da Aryna Sabalenka [1]          |

## Teste di serie nel doppio
| Legenda colori              |
| Vincitore                   |
| Finalista                   |
| Semifinalista               |
| Quarti di finale            |
| Eliminati al 1T, 2T, 3T, 4T |

### Doppio maschile
| Coppia             | Coppia                 | Rank1 | Tds |
| ------------------ | ---------------------- | ----- | --- |
| Marcelo Arévalo    | Mate Pavić             | 2     | 1   |
| Harri Heliövaara   | Henry Patten           | 6     | 2   |
| Kevin Krawietz     | Tim Pütz               | 11    | 3   |
| Marcel Granollers  | Horacio Zeballos       | 15    | 4   |
| Julian Cash        | Lloyd Glasspool        | 22    | 5   |
| Joe Salisbury      | Neal Skupski           | 28    | 6   |
| Simone Bolelli     | Andrea Vavassori       | 29    | 7   |
| Nikola Mektić      | Michael Venus          | 33    | 8   |
| Christian Harrison | Evan King              | 37    | 9   |
| Hugo Nys           | Édouard Roger-Vasselin | 46    | 10  |
| Sadio Doumbia      | Fabien Reboul          | 49    | 11  |
| Máximo González    | Andrés Molteni         | 54    | 12  |
| Nathaniel Lammons  | Jackson Withrow        | 57    | 13  |
| André Göransson    | Sem Verbeek            | 58    | 14  |
| Matthew Ebden      | John Peers             | 66    | 15  |
| Yuki Bhambri       | Robert Galloway        | 71    | 16  |

- 1 Ranking al 23 giugno 2025.

### Doppio femminile
| Coppia                   | Coppia             | Rank1 | Tds |
| ------------------------ | ------------------ | ----- | --- |
| Kateřina Siniaková       | Taylor Townsend    | 3     | 1   |
| Gabriela Dabrowski       | Erin Routliffe     | 10    | 2   |
| Sara Errani              | Jasmine Paolini    | 10    | 3   |
| Hsieh Su-wei             | Jeļena Ostapenko   | 19    | 4   |
| Mirra Andreeva           | Diana Shnaider     | 22    | 5   |
| Asia Muhammad            | Demi Schuurs       | 28    | 6   |
| Lyudmyla Kichenok        | Ellen Perez        | 28    | 7   |
| Veronika Kudermetova     | Elise Mertens      | 32    | 8   |
| Tereza Mihalíková        | Olivia Nicholls    | 49    | 9   |
| Beatriz Haddad Maia      | Laura Siegemund    | 56    | 11  |
| Tímea Babos              | Luisa Stefani      | 57    | 10  |
| Jiang Xinyu              | Wu Fang-hsien      | 57    | 12  |
| Irina Khromacheva        | Fanny Stollár      | 61    | 13  |
| Ekaterina Alexandrova    | Zhang Shuai        | 64    | 14  |
| Nicole Melichar-Martinez | Liudmila Samsonova | 64    | 15  |
| Caroline Dolehide        | Sofia Kenin        | 66    | 16  |

- 1 Ranking al 23 giugno 2025.

## Wildcard
Ai seguenti giocatori è stata assegnata una wildcard per accedere al tabellone principale.

### Singolare maschile
- Jay Clarke
- Oliver Crawford
- Daniel Evans
- Arthur Fery
- George Loffhagen
- Johannus Monday
- Jack Pinnington Jones
- Henry Searle

### Singolare femminile
- Jodie Burrage
- Harriet Dart
- Francesca Jones
- Hannah Klugman
- Petra Kvitová
- Mika Stojsavljevic
- Heather Watson
- Mingge Xu

### Doppio maschile
- Charles Broom /  Joshua Paris
- Dan Evans /  Henry Searle
- Billy Harris /  Marcus Willis
- Lui Maxted /  Connor Thomson
- Johannus Monday /  David Stevenson

### Doppio femminile
- Emily Appleton /  Heather Watson
- Alicia Barnett /  Eden Silva
- Jodie Burrage /  Sonay Kartal
- Hannah Klugman /  Mika Stojsavljevic
- Ella McDonald /  Mingge Xu

### Doppio misto
- Julian Cash /  Heather Watson
- Jamie Murray /  Emily Appleton
- Joshua Paris /  Eden Silva
- David Stevenson /  Maia Lumsden
- Marcus Willis /  Alicia Barnett

## Ranking protetto
I seguenti giocatori sono entrati in tabellone con il ranking protetto:

### Singolare maschile
- Jenson Brooksby (52)
- Sebastian Ofner (74)
- Lloyd Harris (108)

### Singolare femminile
- Sorana Cîrstea (37)
- Zhu Lin (50)
- Anastasija Sevastova (65)
- Caty McNally (71)
- Yanina Wickmayer (91)

### Doppio maschile
- Jenson Brooksby /  Adam Walton
- Francisco Cerúndolo /  Guillermo Durán
- Quentin Halys /  Nicolas Mahut

### Doppio femminile
- Hailey Baptiste /  Caty McNally
- Bibiane Schoofs /  Dayana Yastremska
- Anastasija Sevastova /  Yanina Wickmayer
- Miriam Škoch /  Markéta Vondroušová
- Tang Qianhui /  Zhu Lin

## Ritiri
I seguenti giocatori sono stati ammessi di diritto nel tabellone principale, ma si sono ritirati a causa di infortuni o altri motivi.
Prima del torneo
Singolare maschile
- ‡  Shang Juncheng (71) → sostituito da  Nishesh Basavareddy (101)
- ‡  Emil Ruusuvuori (83 PR) → sostituito da  Brandon Holt (102)[4]
- ‡  Kei Nishikori (62) → sostituito da  Billy Harris (103)[5]
- ‡  Alejandro Tabilo (61) → sostituito da  Marin Čilić (104)[5]
- ‡  Sebastian Korda (23) → sostituito da  Christopher Eubanks (105)[3]
- ‡  Nick Kyrgios (21 PR) → sostituito da  Ethan Quinn (106)[6]
- ‡  Arthur Fils (14) → sostituito da  Fabio Fognini (107)[2]
- ‡  Casper Ruud (16) → sostituito da  Elmer Møller (108)[1]
- ‡  Zhang Zhizhen (81) → sostituito da  Lloyd Harris (108 PR)[4]
- @  Borna Ćorić (83) → replaced by  Márton Fucsovics (LL)[7]
- §  Hubert Hurkacz (31) → sostituito da  Dušan Lajović (LL)[8]
- §  Pablo Carreño Busta (93) → sostituito da  Cristian Garín (LL)

‡ – ritirato dall'entry list prima che le qualificazioni cominciassero

@ – ritirato dall'entry list dopo che le qualificazioni sono cominciate

§ – ritirato dal tabellone principale
Singolare femminile
- ‡  Anhelina Kalinina (83) → sostituita da  Aoi Ito (100)[4]
- §  Greet Minnen (80) → sostituita da  Solana Sierra (LL)[4]
- §  Anastasija Potapova (36) → sostituita da  Victoria Mboko (LL)[4]

Doppio maschile
- ‡  Sander Arends /  Luke Johnson → sostituiti da  Sander Arends /  Arthur Rinderknech
- §  Francisco Cerúndolo /  Guillermo Durán → sostituiti da  Rinky Hijikata /  David Pel
- §  Tallon Griekspoor /  Botic van de Zandschulp → sostituiti da  Vasil Kirkov /  Bart Stevens
- §  Miomir Kecmanović /  Andreas Mies → sostituiti da  Bu Yunchaokete /  Ray Ho

‡ – ritirato dall'entry list

§ – ritirato dal tabellone principale
Doppio femminile
- §  Olga Danilović /  Anastasija Potapova → sostituiti da  Quinn Gleason /  Ingrid Martins
- §  Viktoryja Azaranka /  Ashlyn Krueger → sostituiti da  Anastasia Dețiuc /  Iryna Šymanovič
- §  Greet Minnen /  Monica Niculescu → sostituiti da  Isabelle Haverlag /  Arantxa Rus

‡ – ritirato dall'entry list

§ – ritirato dal tabellone principale
Doppio misto
- §  Édouard Roger-Vasselin /  Laura Siegemund → sostituiti da  Robert Galloway /  Aldila Sutjiadi

## Qualificazioni
Le qualificazioni per i tabelloni principali si sono disputate dal 23 al 26 giugno.

### Singolare maschile
I seguenti giocatori si sono qualificati per accedere al tabellone principale.
- Nikoloz Basilashvili
- Alex Bolt
- Arthur Cazaux
- Jaime Faria
- August Holmgren
- Nicolás Jarry
- Adrian Mannarino
- James McCabe
- Filip Misolic
- Shintaro Mochizuki
- Leandro Riedi
- Chris Rodesch
- Valentin Royer
- Oliver Tarvet
- Giulio Zeppieri
- Beibit Zhukayev

#### Lucky loser
- Márton Fucsovics
- Dušan Lajović

### Singolare femminile
Le seguenti giocatrici si sono qualificate per accedere al tabellone principale.
- Carson Branstine
- Veronika Erjavec
- Linda Fruhvirtová
- Talia Gibson
- Priscilla Hon
- Elsa Jacquemot
- Iva Jovic
- Kaja Juvan
- Petra Martić
- Diane Parry
- Aliaksandra Sasnovich
- Ella Seidel
- Nina Stojanović
- Taylor Townsend
- Anastasia Zakharova
- Zhang Shuai

#### Lucky loser
- Victoria Mboko
- Solana Sierra

## Tennisti partecipanti ai singolari
- Singolare maschile

| Campione                         | Campione                | Finalista                  | Finalista                 |
| -------------------------------- | ----------------------- | -------------------------- | ------------------------- |
| Jannik Sinner (1)                | Jannik Sinner (1)       | Carlos Alcaraz (2)         | Carlos Alcaraz (2)        |
| Semifinalisti                    |                         |                            |                           |
| Novak Đoković (6)                | Novak Đoković (6)       | Taylor Fritz (5)           | Taylor Fritz (5)          |
| Eliminati ai quarti              |                         |                            |                           |
| Ben Shelton (10)                 | Flavio Cobolli (22)     | Karen Chačanov (17)        | Cameron Norrie            |
| Eliminati al 4º turno            |                         |                            |                           |
| Grigor Dimitrov (19)             | Lorenzo Sonego          | Marin Čilić                | Alex de Minaur (11)       |
| Jordan Thompson                  | Kamil Majchrzak         | Nicolás Jarry (Q)          | Andrej Rublëv (14)        |
| Eliminati al 3º turno            |                         |                            |                           |
| Pedro Martínez                   | Sebastian Ofner (PR)    | Márton Fucsovics (LL)      | Brandon Nakashima (29)    |
| Jaume Munar                      | Jakub Menšík (15)       | August Holmgren (Q)        | Miomir Kecmanović         |
| Alejandro Davidovich Fokina (26) | Luciano Darderi         | Nuno Borges                | Arthur Rinderknech        |
| João Fonseca                     | Mattia Bellucci         | Adrian Mannarino (Q)       | Jan-Lennard Struff        |
| Eliminati al 2º turno            |                         |                            |                           |
| Aleksandar Vukic                 | Mariano Navone          | Corentin Moutet            | Tommy Paul (13)           |
| Rinky Hijikata                   | Gaël Monfils            | Reilly Opelka              | Nik'oloz Basilashvili (Q) |
| Jack Draper (4)                  | Fábián Marozsán         | Jack Pinnington Jones (WC) | Marcos Giron              |
| Arthur Cazaux (Q)                | Tomáš Macháč (21)       | Jesper de Jong             | Daniel Evans (WC)         |
| Gabriel Diallo                   | Botic van de Zandschulp | Arthur Fery (WC)           | Benjamin Bonzi            |
| Billy Harris                     | Shintarō Mochizuki (Q)  | Ethan Quinn                | Cristian Garín (LL)       |
| Learner Tien                     | Jenson Brooksby (PR)    | Jiří Lehečka (23)          | Frances Tiafoe (12)       |
| Lloyd Harris (PR)                | Valentin Royer (Q)      | Félix Auger-Aliassime (25) | Oliver Tarvet (Q)         |
| Eliminati al 1º turno            |                         |                            |                           |
| Luca Nardi                       | Tseng Chun-hsin         | George Loffhagen (WC)      | Denis Shapovalov (27)     |
| Yoshihito Nishioka               | Francisco Comesaña      | Hamad Međedović            | Johannus Monday (WC)      |
| Alex Bolt (Q)                    | David Goffin            | Aleksandar Kovacevic       | Ugo Humbert (18)          |
| Bu Yunchaokete                   | Aleksandr Ševčenko      | Jaime Faria (Q)            | Lorenzo Musetti (7)       |
| Sebastián Báez                   | Raphaël Collignon       | James McCabe (Q)           | Aleksandr Bublik (28)     |
| Beibit Zhukayev (Q)              | Tomás Martín Etcheverry | Camilo Ugo Carabelli       | Hugo Gaston               |
| Roberto Carballes Baena          | Adam Walton             | Quentin Halys              | Damir Džumhur             |
| Alex Michelsen (30)              | Christopher Eubanks     | Jay Clarke (WC)            | Alexandre Müller          |
| Giovanni Mpetshi Perricard       | Daniel Altmaier         | Matteo Arnaldi             | Brandon Holt              |
| Alexei Popyrin (20)              | Roman Safiullin         | Vít Kopřiva                | Daniil Medvedev (9)       |
| Francisco Cerúndolo (16)         | Dušan Lajović           | Giulio Zeppieri (Q)        | Mackenzie McDonald        |
| Matteo Berrettini (32)           | Henry Searle (WC)       | Chris Rodesch (Q)          | Alexander Zverev (3)      |
| Holger Rune (8)                  | Nishesh Basavareddy     | Jacob Fearnley             | Tallon Griekspoor (31)    |
| Hugo Dellien                     | Oliver Crawford (WC)    | Roberto Bautista Agut      | Elmer Møller              |
| Laslo Djere                      | Zizou Bergs             | Christopher O'Connell      | Stefanos Tsitsipas (24)   |
| James Duckworth                  | Filip Misolic (Q)       | Leandro Riedi (Q)          | Fabio Fognini             |

- Singolare femminile

| Campione                  | Campione                    | Finalista                | Finalista                |
| ------------------------- | --------------------------- | ------------------------ | ------------------------ |
| Iga Świątek (8)           | Iga Świątek (8)             | Amanda Anisimova (13)    | Amanda Anisimova (13)    |
| Semifinalisti             |                             |                          |                          |
| Aryna Sabalenka (1)       | Aryna Sabalenka (1)         | Belinda Bencic           | Belinda Bencic           |
| Eliminati ai quarti       |                             |                          |                          |
| Laura Siegemund           | Anastasija Pavljučenkova    | Mirra Andreeva (7)       | Ljudmila Samsonova (19)  |
| Eliminati al 4º turno     |                             |                          |                          |
| Elise Mertens (24)        | Solana Sierra (LL)          | Linda Nosková (30)       | Sonay Kartal             |
| Emma Navarro (10)         | Ekaterina Aleksandrova (18) | Clara Tauson (23)        | Jéssica Bouzas Maneiro   |
| Eliminati al 3º turno     |                             |                          |                          |
| Emma Raducanu             | Elina Svitolina (14)        | Cristina Bucșa           | Madison Keys (6)         |
| Kamilla Rachimova         | Dalma Gálfi                 | Diane Parry (Q)          | Naomi Ōsaka              |
| Hailey Baptiste           | Barbora Krejčíková (17)     | Zeynep Sönmez            | Elisabetta Cocciaretto   |
| Danielle Collins          | Elena Rybakina (11)         | Daria Kasatkina (16)     | Dajana Jastrems'ka       |
| Eliminati al 2º turno     |                             |                          |                          |
| Marie Bouzková            | Markéta Vondroušová         | Ann Li                   | Aljaksandra Sasnovič (Q) |
| Katie Boulter             | Donna Vekić (22)            | Leylah Fernandez (29)    | Olga Danilović           |
| Jasmine Paolini (4)       | Eva Lys                     | Beatriz Haddad Maia (21) | Renata Zarazúa           |
| Diana Šnajder (12)        | Viktorija Tomova            | Ashlyn Krueger (31)      | Kateřina Siniaková       |
| Lucia Bronzetti           | Victoria Mboko (LL)         | Caroline Dolehide        | Veronika Kudermetova     |
| Wang Xin                  | Suzan Lamens                | Elsa Jacquemot (Q)       | Katie Volynets           |
| Caty McNally (PR)         | Veronika Erjavec (Q)        | Anna Kalinskaja          | Maria Sakkarī            |
| Irina-Camelia Begu        | Julija Starodubceva         | Sofia Kenin (28)         | Anastasija Zacharova (Q) |
| Eliminati al 1º turno     |                             |                          |                          |
| Carson Branstine (Q)      | Lulu Sun                    | Mingge Xu (WC)           | McCartney Kessler (32)   |
| Linda Fruhvirtová (Q)     | Viktorija Golubic           | Varvara Gracheva         | Anna Bondár              |
| Paula Badosa (9)          | Olivia Gadecki              | Anca Todoni              | Kimberly Birrell         |
| Hannah Klugman (WC)       | Peyton Stearns              | Zhang Shuai (Q)          | Elena-Gabriela Ruse      |
| Anastasija Sevastova (PR) | Aoi Itō                     | Yuan Yue                 | Bernarda Pera            |
| Rebecca Šramková          | Harriet Dart (WC)           | Yanina Wickmayer (PR)    | Julija Putinceva         |
| Moyuka Uchijima           | Petra Martić (Q)            | Ons Jabeur               | Jeļena Ostapenko (20)    |
| Mika Stojsavljevic (WC)   | Ajla Tomljanovic            | Talia Gibson (Q)         | Zheng Qinwen (5)         |
| Mayar Sherif              | Jil Teichmann               | Sorana Cîrstea (PR)      | Magdalena Fręch (25)     |
| Alexandra Eala            | Arantxa Rus                 | Zhu Lin (PR)             | Petra Kvitová (WC)       |
| Karolína Muchová (15)     | Jaqueline Cristian          | Iva Jovic (Q)            | Priscilla Hon (Q)        |
| Magda Linette (27)        | Alycia Parks                | Tatjana Maria            | Jessica Pegula (3)       |
| Polina Kudermetova        | Jodie Burrage (WC)          | Camila Osorio            | Marta Kostjuk (26)       |
| Heather Watson (WC)       | Nina Stojanović (Q)         | Anna Blinkova            | Èlina Avanesyan          |
| Emiliana Arango           | Kaja Juvan (Q)              | Francesca Jones (WC)     | Maya Joint               |
| Taylor Townsend (Q)       | Ella Seidel (Q)             | Viktoryja Azaranka       | Coco Gauff (2)           |

## Campioni

### Seniors

#### Singolare maschile
Jannik Sinner ha sconfitto in finale  Carlos Alcaraz con il punteggio di 4–6, 6–4, 6–4, 6–4.
- È stato il quarto titolo dello Slam per Sinner, il secondo del 2025 e il suo primo successo a Wimbledon.

#### Singolare femminile
Iga Świątek ha sconfitto in finale  Amanda Anisimova con il punteggio di 6–0, 6–0.
- È stato il sesto titolo dello Slam per Świątek, primo successo a Wimbledon dove era stata campionessa a livello giovanile.

#### Doppio maschile
Julian Cash /  Lloyd Glasspool hanno sconfitto in finale  Rinky Hijikata /  David Pel con il punteggio di 6–2, 7–6(3).

#### Doppio femminile
Veronika Kudermetova /  Elise Mertens hanno sconfitto in finale  Hsieh Su-wei /  Jeļena Ostapenko con il punteggio di 3–6, 6–2, 6–4.

#### Doppio misto
Sem Verbeek /  Kateřina Siniaková hanno sconfitto in finale  Joe Salisbury /  Luisa Stefani con il punteggio di 7–6(3), 7–6(3).

### Junior

#### Singolare ragazzi
Ivan Ivanov ha sconfitto in finale  Ronit Karki con il punteggio di 6–2, 6–3.

#### Singolare ragazze
Mia Pohánková ha sconfitto in finale  Julieta Pareja con il punteggio di 6–3, 6–1.

#### Doppio ragazzi
Oskari Paldanius /  Alan Ważny hanno sconfitto in finale  Oliver Bonding /  Jagger Leach con il punteggio di 5–7, 78–66, [10–5].

#### Doppio ragazze
Kristina Penickova /  Vendula Valdmannová hanno sconfitto in finale  Thea Frodin /  Julieta Pareja con il punteggio di 6–4, 6–2.

### Tennisti in carrozzina

#### Singolare maschile carrozzina
Tokito Oda ha sconfitto in finale  Alfie Hewitt con il punteggio di 3–6, 7–5, 6–2.

#### Singolare femminile carrozzina
Wang Ziying ha sconfitto in finale  Yui Kamiji con il punteggio di 6–3, 6–3.

#### Quad singolare
Niels Vink ha sconfitto in finale  Sam Schröder con il punteggio di 6–3, 6–3.

#### Doppio maschile carrozzina
Martín de la Puente /  Ruben Spaargaren hanno sconfitto in finale  Alfie Hewett /  Gordon Reid con il punteggio di 7–6(1), 7–5.

#### Doppio femminile carrozzina
Li Xiaohui /  Wang Ziying hanno sconfitto in finale  Angélica Bernal /  Ksénia Chasteau con il punteggio di 6–3, 6–1.

#### Quad doppio
Guy Sasson /  Niels Vink hanno sconfitto in finale  Donald Ramphadi /  Gregory Slade con il punteggio di 6–0, 6–2.

## Punti

### Distribuzione dei punti
Di seguito le tabelle per ciascuna competizione, che mostrano i punti validi per il ranking per ogni evento.

#### Tornei uomini e donne
| Evento              | V    | F    | SF  | QF  | 4T  | 3T  | 2T | 1T   | Q    | Q3   | Q2   | Q1   |
| Singolare maschile  | 2000 | 1300 | 800 | 400 | 200 | 100 | 50 | 10   | 30   | 16   | 8    | 0    |
| Doppio maschile     | 2000 | 1200 | 720 | 360 | 180 | 90  | 0  | N.D. | N.D. | N.D. | N.D. | N.D. |
| Singolare femminile | 2000 | 1300 | 780 | 430 | 240 | 130 | 70 | 10   | 40   | 30   | 20   | 2    |
| Doppio femminile    | 2000 | 1300 | 780 | 430 | 240 | 130 | 10 | N.D. | N.D. | N.D. | N.D. | N.D. |

#### Carrozzina
| Evento         | V   | F   | SF  | QF  | 1T   |
| Singolare      | 800 | 500 | 375 | 200 | 100  |
| Doppio         | 800 | 500 | 375 | 100 | N.D. |
| Quad Singolare | 800 | 500 | 375 | 200 | 100  |
| Quad Doppio    | 800 | 500 | 375 | 100 | N.D. |

#### Junior
| Evento            | V    | F   | SF  | QF  | 2T  | 1T   | Q    | Q3   |
| Singolare ragazzi | 1000 | 600 | 370 | 200 | 100 | 45   | 30   | 20   |
| Singolare ragazze | 1000 | 600 | 370 | 200 | 100 | 45   | 30   | 20   |
| Doppio ragazzi    | 750  | 450 | 275 | 150 | 75  | N.D. | N.D. | N.D. |
| Doppio ragazze    | 750  | 450 | 275 | 150 | 75  | N.D. | N.D. | N.D. |

## Montepremi
| Evento               | V          | F          | SF       | QF       | 4T       | 3T       | 2T      | 1T      | Q3      | Q2      | Q1      |
| Singolare            | £3,000,000 | £1,520,000 | £775,000 | £400,000 | £240,000 | £152,000 | £99,000 | £66,000 | £41,500 | £26,000 | £15,500 |
| Doppio *             | £680,000   | £345,000   | £174,000 | £87,500  | £43,750  | £26,000  | £16,500 | N.D.    | N.D.    | N.D.    | N.D.    |
| Doppio misto *       | £135,000   | £68,000    | £34,000  | £17,500  | £9,000   | £4,500   | N.D.    | N.D.    | N.D.    | N.D.    | N.D.    |
| Carrozzina Singolare | £68,000    | £36,000    | £24,000  | £16,250  | £10,750  | N.D.     | N.D.    | N.D.    | N.D.    | N.D.    | N.D.    |
| Carrozzina Doppio *  | £30,000    | £15,000    | £9,000   | £5,500   | N.D.     | N.D.     | N.D.    | N.D.    | N.D.    | N.D.    | N.D.    |
| Quad Singolare       | £68,000    | £36,000    | £24,000  | £16,250  | N.D.     | N.D.     | N.D.    | N.D.    | N.D.    | N.D.    | N.D.    |
| Quad Doppio *        | £28,000    | £14,000    | £9,000   | N.D.     | N.D.     | N.D.     | N.D.    | N.D.    | N.D.    | N.D.    | N.D.    |

*per team